# Festival international du court métrage et de la vidéo de Wattrelos
Le Festival international du court-métrage et de la vidéo de Wattrelos (1972-1994) était une manifestation cinématographique basée à Wattrelos dans le département du Nord, en France.
Fondé et présidé par Émile Delcour, un ancien plombier chauffagiste à la retraite, le festival naquit au début des années 1970 sur les bases du cinéma Super 8 amateur en plein essor à l'époque.
Sa réputation se développa d'année en année pour accueillir progressivement les étudiants des écoles de cinéma, les professionnels, ainsi que les "indépendants" catégorie hybride pour les non-professionnels particulièrement privilégiés en moyens de production.
La particularité du festival était de mélanger ces catégories au sein des mêmes séances de projection.
La réputation du festival dépassa les frontières nationales, puis européennes, pour séduire entre autres les universités américaines ayant un département cinéma qui envoyèrent annuellement les productions de leurs étudiants réalisateurs.
À la fin des années 1980, le festival commença à subir une désaffection du public parallèle au déclin du cinéma d'amateur ainsi qu'à la difficulté de mobiliser les spectateurs locaux sur le thème du court-métrage.
La dernière édition eut lieu en 1994.